# Пелед, Биньямин
Биньямин (Бени) Пелед (ивр. בנימין 'בני' פלד‎, фамилия при рождении Вайденфельд, ויידנפלד‎;
1928, Тель-Авив — 13 июля 2002) — израильский военачальник, алуф (генерал-майор), восьмой командующий ВВС Израиля (с 1973 по 1977 год). После выхода в отставку руководитель компаний военно-промышленного комплекса Израиля «Эльбит» (1978—1985) и «Эльсинт».

## Биография

### Юность и начало военной карьеры
Бени Вайденфельд родился в 1928 году в Тель-Авиве. В 1946 году окончил гимназию «Герцлия» и присоединился к отрядам охраны еврейских поселений в Верхней Галилее. Одновременно он начал учёбу на факультете машиностроения в хайфском Технионе, но в 1947 году ему пришлось прервать её в связи с началом арабо-израильской войны в Палестине.
В декабре 1947 года Бени пошёл добровольцем в «Шерут-авир» — структуру в составе вооружённых сил еврейского ишува, бывшую предшественницей ВВС Израиля. Хотя он рассчитывал стать лётчиком, на лётных курсах не оказалось места, и его направили на первый открывшийся курс авиамехаников. В начале 1948 года он был направлен обслуживать самолёты «Остер» на аэродром Сде-Дов, а позже был переведён на аэродром Экрон, где осуществлял техническое обслуживание транспортных самолётов.
В дальнейшем Пелед оказался одним из техников 1-й эскадрильи боевых самолётов ВВС Израиля и в 1949 году по рекомендации её командира Мордехая Алона был направлен на курс боевых лётчиков. Этот курс, однако, был распущен из-за нехватки самолётов и инструкторов, и Пелед вернулся к занятиям на лётных курсах только в декабре 1949 года. Этот курс он окончил с отличием. Получив направление в 1-ю боевую эскадрилью, он прошёл обучение на «Мустангах». Позже он получил назначение в качестве инструктора на самолёты «Спитфайр», а затем возглавил курс оперативного лётного мастерства.
В 1952 году Пеледа направили в Великобританию на годичные курсы переквалификации в пилоты реактивных самолётов, и по возвращении в Израиль в июле 1953 года он занял должность заместителя командира первой в стране эскадрильи реактивных «Метеоров». В 1954 году Пелед был отправлен во Францию, чтобы выбрать новые самолёты для ВВС Израиля. При его участии были выбраны Dassault Mystère IV, к концу 1955 года поступившие на вооружение в Израиле.

### Служба в боевых частях и командные посты
В ходе Синайской кампании «Мистэр» Бени Пеледа (к тому моменту в звании майора) был 29 октября 1956 года подбит египетским зенитным огнём над Рас-Назрани. В результате ему пришлось катапультироваться, став первым из израильских пилотов, использовавших механизм кресла-катапульты. После приземления раненый пилот несколько часов скрывался на вражеской территории, в 240 км от линии фронта, пока для его эвакуации не был прислан израильский спасательный самолёт.
В 1958 году Пелед возглавил отдел обучения лётному делу в штабе ВВС Израиля. В этом же году он вновь поступил в Технион, окончив его в 1962 году со степенью по аэронавтике. В мае 1964 года Пелед был назначен командиром авиабазы Хацор. На этом посту он провёл Шестидневную войну. Пеледа называют в числе основных организаторов опережающего авиаудара, обеспечившего Израилю быструю и решительную победу в этой войне. В августе 1967 года он вернулся в штаб израильских ВВС на должность начальника воздушного отдела и в 1969 году руководил подготовкой к получению на вооружение новых французских боевых самолётов Dassault Mirage 5; процесс, однако, был остановлен введением французского эмбарго в декабре 1969 года. С марта по июнь 1969 года с разрешения ВВС Пелед временно занимал должность заместителя генерального директора государственного концерна «Таасия Авирит», вернувшись затем в штаб ВВС.

### Командующий ВВС Израиля
В мае 1973 года Бени Пелед был назначен командующим ВВС Израиля, не лучшим образом показавших себя в ходе Войны на истощение. Всего через несколько месяцев одновременной атакой сирийцев на севере и египтян на юге началась война Судного дня, в первые дни которой израильское господство в воздухе оказалось под угрозой из-за эффективного использования арабами зенитных ракет. Израиль потерял от зенитного огня около сотни (достоверность этой величины позже была поставлена под сомнение) боевых самолётов, отправленных в бой немедленно, несмотря на требования Пеледа предоставить ему 48 часов для достижения воздушного господства. Пелед уже 14 октября добился немедленного получения из США 12 военно-транспортных самолётов Lockheed C-130 Hercules и организовал обучение лётчиков израильской гражданской компании «Эль Аль» в качестве пилотов «Геркулесов», начав затем их использование для оперативной переброски войск и боеприпасов. После этого израильская авиация добилась перелома в ходе военных действий, уничтожив мосты через Суэцкий канал. Позднее Пелед утверждал, что сознательно завышал оценки потерь израильских ВВС в своих докладах, чтобы побудить премьер-министра Голду Меир отдать приказ о форсировании канала израильскими сухопутными силами.
После войны Пелед оказался в числе тех военачальников, чьи действия были оценены достаточно положительно, чтобы сохранить свой пост. Продолжая руководить ВВС до 1977 года, он организовал их глубокую модернизацию, в частности, вложив усилия в создание независимой разведывательной службы. Последняя оказалась настолько успешной, что позже была скопирована ВВС США. Когда в июне 1976 года палестинские боевики захватили самолёт Air France и, посадив его в Энтеббе (Уганда), оставили в заложниках десятки израильтян, именно на подчинённых Пеледа легла обязанность по подготовке разведданных, обеспечивших успешное проведение операции «Шаровая молния» по освобождению заложников на территории другого государства, доставка десанта и дальнейший вывоз израильских спецназовцев и заложников на четырёх «Геркулесах». В годы командования Пеледа и по его настоянию началось производство для ВВС Израиля истребителей «Кфир», созданных израильской авиапромышленностью на основе «Миражей» с применением американских технологий.

### Последние годы жизни
Уйдя в отставку в 1977 году, Пелед не перешёл в политику, как многие другие израильские военачальники, так как он испытывал недоверие к профессиональным политикам и дипломатии. В 1978 году он возглавил концерн «Эльбит», бывший частью израильского военно-промышленного комплекса, и оставался его руководителем до 1985 года. После этого он возглавлял ещё одну израильскую военно-промышленную компанию, «Эльсинт», окончательно уйдя на пенсию в 1989 году. Его попытка создать частную фирму, также занимающуюся разработкой средств ведения войны, успехом не увенчалась.
В последние годы жизни Бени Пелед страдал от эмфиземы лёгких, потеряв способность ходить и пользуясь при дыхании кислородным баллоном. Несмотря на тяжёлое состояние, в последний год жизни он согласился участвовать в работе комиссии по разработке планов стратегического развития ВВС Израиля, однако смог принять участие только в нескольких совещаниях. Пелед умер в июле 2002 года, оставив после себя жену, двоих сыновей (оба они стали боевыми лётчиками) и дочь, и был похоронен на военном кладбище Кирьят-Шауль.